# Wolferstedt
Wolferstedt là một đô thị ở huyện Mansfeld-Südharz, Saxony-Anhalt, nước Đức. Đô thị Wolferstedt có diện tích 15 km².